# Olof Orstadius
Olof Orstadius, född den 30 april 1888 i Johanneberg, Göteborg, död den 22 april 1969, en svensk friidrottare (tresteg). Han vann SM-guld i tresteg 1908. Han tävlade för Örgryte IS.